# Лук слободе украјинског народа
Арка слободе украјинског народа (укр. Арка свободи українського народу) је споменик у Кијеву, главном граду Украјине. Отворен је 7. новембра 1982, усред прославе 1.500. годишњице Кијева, у знак сећања на 60. годишњицу СССР -а и „ поновног уједињења Украјине са Русијом 1654. године “. (Перејаславски споразум како је био познат у Совјетском Савезу).
Скулптура испод лука, која приказује украјинског радника и руског радника како стоје заједно, демонтирана је у априлу 2022. усред руске инвазије на Украјину 2022. године.
Дана 14. маја 2022. године, одлуком Кијевског градског већа, названа је Луком слободе украјинског народа.

## Опис
Лук пријатељства изградили су 1982. године вајар А. Скобликов и архитекта И. Иванов и други. Споменик се састојао од три скулптурална елемента: лука и две статуе.
- Пречник дужине педесет метара, лук у облику дуге, направљен од титанијума.
- Бронзана статуа која приказује руског и украјинског радника који држе совјетски Орден пријатељства народа[3]
- Гранитна стела која приказује учеснике Перејаславског сабора 1654.[3]

Споменик је открио први секретар Комунистичке партије Володимир Шчербицки усред прославе 1.500. годишњице Кијева, 7. новембра 1982. године, у знак сећања на 60. годишњицу СССР -а и поновног уједињења Украјине са Русијом 1654. године. Иако је СССР проглашен 30. децембра 1922 . 7. новембра 1982. била је 65. годишњица Октобарске револуције 1917. Споменик је отворен заједно са Свесавезним музејом Лењина (данас Украјински дом).
Лук је имао локални надимак „јарам“ (укр. Ярмо).

## Демонтажа
Дана 20. маја 2016, украјинска влада је објавила планове за демонтирање лука као део својих закона о декомунизацији. На његовом месту планирано је спомен обележје посвећено ветеранима руско-украјинског рата. Директор Украјинског института националног сећања Владимир Вјатрович изјавио је у фебруару 2018. да „скулптурална група” споменика треба да буде уклоњена у складу са законима о декомунизацији.
За Песму Евровизије 2017, лук је привремено обојен у дугу и преименован у Лук различитости . Удвостручио се као симбол параде поноса у Кијеву, а ноћу је био осветљен као дуга.
Активисти за људска права су 2018. године на лук ставили привремену налепницу која је личила на пукотину. Ово је био знак подршке политичким затвореницима који су незаконито притворени у Русији и анектираном Криму. Према речима организатора, акција има за циљ да скрене пажњу на судбину украјинских држављана, као и да позове све да уложе што више напора да ослободе политичке затворенике у Русији.
Након руске инвазије на Украјину, 25. априла 2022, градоначелник Кијева Виталиј Кличко је најавио демонтажу скулптуралног дела споменика јер је изгубио идеолошки смисао. Следећег дана, приликом демонтаже бронзане скулптуралне групе, отпала је глава фигуре која симболизује Руса. Друга скулптурална композиција од црвеног гранита биће накнадно растављена. Планирано је да се сам лук преименује и истакне бојом украјинске заставе. Кличко је предложио Градском већу Кијева да преименује свод Луке пријатељства народа у Лук слободе украјинског народа (укр. Арка свободи українського народу). Један од дизајнера споменика, Серхии Мирхородски, сложио се са демонтажом споменика.
Лук пријатељства народа био је један од 60 споменика које је Кијевско веће планирало (у априлу 2022.) да уклони.

## Галерија
- Споменик како се види са Мајдана Незалежности (2015.)
- Парк Бридге